# Приморська губернія
Приморська губернія — адміністративно-територіальна одиниця Далекосхідної області РРФСР, що існувала в 1922—1926. Центр — місто Владивосток.
Утворена в 1922 шляхом перетворення Приморської області.
В серпні 1923 до Приморської губернії була долучена територія скасованої Приамурської губернії.
14 травня 1925 до складу області фактично перейшов Північний Сахалін, що перебував під японською окупацією з листопада 1920, проте де-юре відносився до Приамурської області, і згодом — губернії.
Станом на 1 січня 1926 губернія поділялася на 5 повітів:
- Владивостоцький повіт
- Миколаївський-на-Амурі повіт
- Нікольськ-Уссурійський повіт
- Спаський повіт
- Хабаровський повіт[2]

4 січня 1926 Приморська губернія скасована, та її територія увійшла до складу Далекосхідного краю.